# Губернія (Шяуляй)
Футбольний клуб «Губернія» Шяуляй (лит. Futbolo klubas Šiaulių Gubernija) — колишній литовський футбольний клуб з Шяуляя, що існував у 1923—1956 роках.

## Досягнення
- А-ліга
  - Бронзовий призер (2): 1942, 1943.